# Plagodis emargataria
Plagodis emargataria là một loài bướm đêm trong họ Geometridae.